# Sân bay La Gia Cảnh Đức Trấn

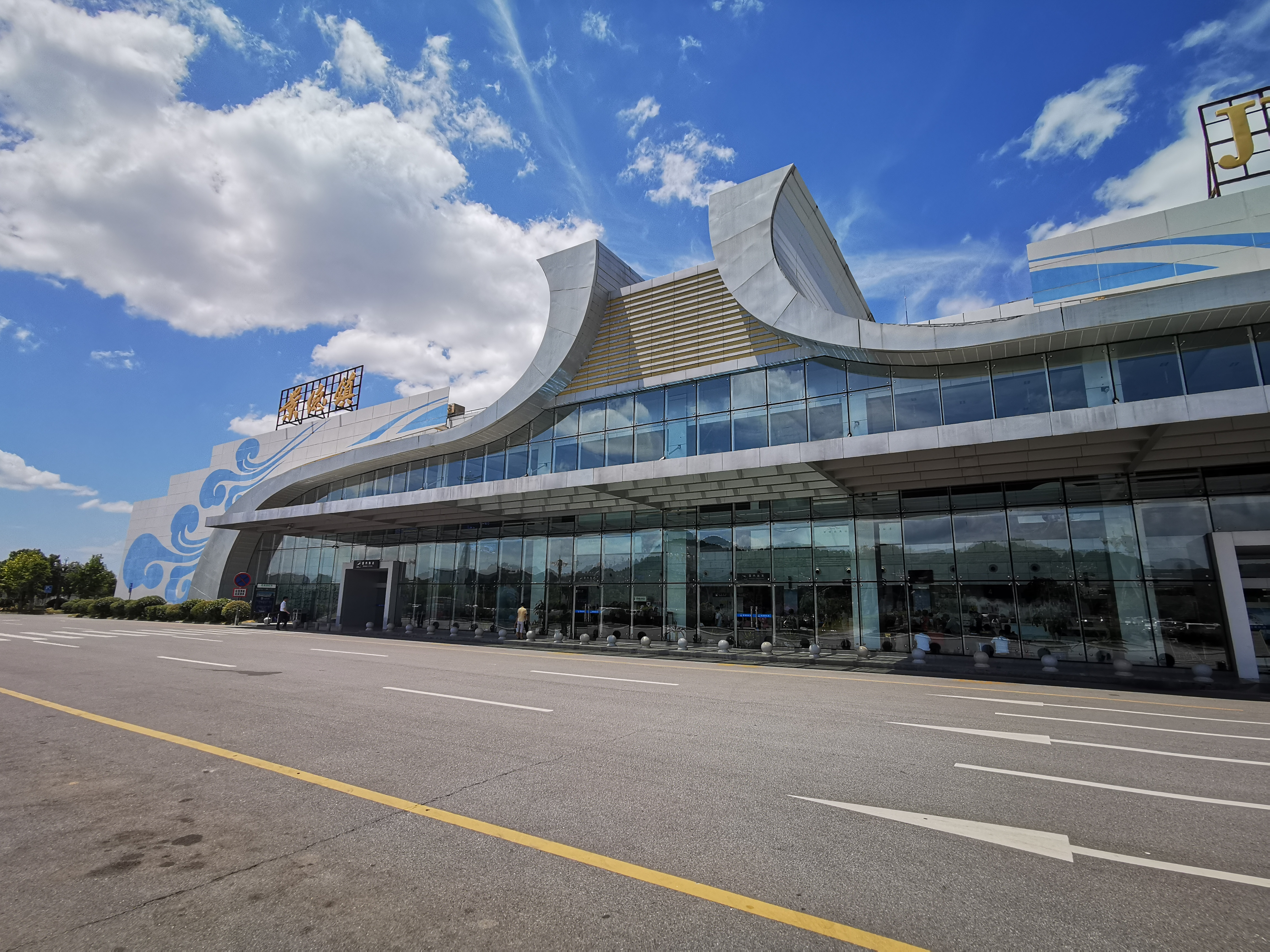
Hình ảnh Sân bay La Gia Cảnh Đức Trấn (Jingdezhen Luojia Airport)

Sân bay Cảnh Đức Trấn là một sân bay ở Cảnh Đức Trấn, Giang Tây, Trung Quốc (IATA: JDZ, ICAO: ZSJD).

## Các hãng hàng không và tuyến bay
- Air China (Bắc Kinh-Thủ đô)
- Shenzhen Airlines (Thượng Hải-Hồng Kiều, Thâm Quyến)